# Élections législatives de 1978 dans l'Essonne
Les élections législatives françaises de 1978 se déroulent les 12 et 19 mars 1978. Dans le département de l'Essonne, quatre députés sont à élire dans le cadre de quatre circonscriptions.

## Élus
| Circonscription | Député sortant   | Parti | Parti | Député élu ou réélu | Parti | Parti |
| --------------- | ---------------- | ----- | ----- | ------------------- | ----- | ----- |
| 1re             | Roger Combrisson |       | PCF   | Roger Combrisson    |       | PCF   |
| 2e              | Michel Boscher   |       | RPR   | Bernard Pons        |       | RPR   |
| 3e              | Pierre Juquin    |       | PCF   | Pierre Juquin       |       | PCF   |
| 4e              | Robert Vizet     |       | PCF   | Robert Vizet        |       | PCF   |

## Résultats

### Résultats à l'échelle du département
| Parti          | Parti                                       | Premier tour | Premier tour | Second tour | Second tour | Sièges |
| Parti          | Parti                                       | Voix         | %            | Voix        | %           | Sièges |
| -------------- | ------------------------------------------- | ------------ | ------------ | ----------- | ----------- | ------ |
|                | Parti communiste français                   | 122 979      | 26,68        | 233 370     | 51,14       | 3      |
|                | Parti socialiste                            | 99 182       | 21,52        | Retrait     | Retrait     | 0      |
|                | Mouvement des radicaux de gauche            | 8 155        | 1,77         |             |             | 0      |
|                | Union de la gauche                          | 230 316      | 49,97        | 233 370     | 51,14       | 3      |
|                |                                             |              |              |             |             |        |
|                | Rassemblement pour la République            | 89 286       | 19,37        | 130 815     | 28,67       | 1      |
|                | Union pour la démocratie française          | 64 191       | 13,93        | 43 760      | 9,59        | 0      |
|                | Centre national des indépendants et paysans | 25 838       | 5,61         | 48 347      | 10,60       | 0      |
|                | Divers droite                               | 2 990        | 0,65         |             |             | 0      |
|                | Divers droite (gaulliste)                   | 2 892        | 0,63         | 0           |             |        |
|                | Majorité présidentielle                     | 185 197      | 40,18        | 222 922     | 48,86       | 1      |
|                |                                             |              |              |             |             |        |
|                | Divers écologiste                           | 20 173       | 4,38         |             |             | 0      |
|                | Extrême gauche                              | 8 655        | 1,88         | 0           |             |        |
|                | Gaullistes d'opposition                     | 6 103        | 1,32         | 0           |             |        |
|                | Parti socialiste unifié                     | 4 825        | 1,05         | 0           |             |        |
|                | Extrême droite                              | 3 934        | 0,85         | 0           |             |        |
|                | Divers                                      | 1 750        | 0,38         | 0           |             |        |
|                |                                             |              |              |             |             |        |
| Inscrits       | Inscrits                                    | 562 097      | 100,00       | 557 553     | 100,00      | 4      |
| Abstentions    | Abstentions                                 | 94 442       | 16,8         | 83 223      | 14,93       |        |
| Votants        | Votants                                     | 467 655      | 83,2         | 474 330     | 85,07       |        |
| Blancs et nuls | Blancs et nuls                              | 6 702        | 1,43         | 18 038      | 3,8         |        |
| Exprimés       | Exprimés                                    | 460 953      | 98,57        | 456 292     | 96,2        |        |

### Résultats par circonscription

#### Première circonscription (Corbeil-Essonnes)
| Candidat       | Candidat                       | Parti          | Premier tour | Premier tour | Second tour | Second tour |  |
| Candidat       | Candidat                       | Parti          | Voix         | %            | Voix        | %           |  |
| -------------- | ------------------------------ | -------------- | ------------ | ------------ | ----------- | ----------- |  |
|                | Roger Combrisson sortant réélu | PCF            | 29 020       | 28,37        | 53 379      | 52,47       |  |
|                | Serge Dassault                 | CNIP           | 25 838       | 25,26        | 48 347      | 47,53       |  |
|                | Renée Espinasse                | PS             | 19 370       | 18,94        | Retrait     | Retrait     |  |
|                | Jean-Claude Fortuit            | RPR            | 14 161       | 13,84        |             |             |  |
|                | Angelo Alterio                 | MDD            | 4 772        | 4,66         |             |             |  |
|                | Pierre Jacob                   | MRG            | 3 258        | 3,18         |             |             |  |
|                | Bernard Coll                   | PFN            | 1 960        | 1,92         |             |             |  |
|                | Monique Smolar                 | PSU (FA)       | 1 809        | 1,77         |             |             |  |
|                | Yves Thoraval                  | LO             | 1 345        | 1,31         |             |             |  |
|                | François Vallot                | LCR            | 506          | 0,49         |             |             |  |
|                | Jacques Lévy                   | UOPDP          | 257          | 0,25         |             |             |  |
|                |                                |                |              |              |             |             |  |
| Inscrits       | Inscrits                       | Inscrits       | 124 922      | 100,00       | 124 248     | 100,00      |  |
| Abstentions    | Abstentions                    | Abstentions    | 21 009       | 16,82        | 18 566      | 14,94       |  |
| Votants        | Votants                        | Votants        | 103 913      | 83,18        | 105 682     | 85,06       |  |
| Blancs et nuls | Blancs et nuls                 | Blancs et nuls | 1 617        | 1,56         | 3 956       | 3,74        |  |
| Exprimés       | Exprimés                       | Exprimés       | 102 296      | 98,44        | 101 726     | 96,26       |  |

#### Deuxième circonscription (Étampes)
| Candidat       | Candidat           | Parti             | Premier tour | Premier tour | Second tour | Second tour |  |
| Candidat       | Candidat           | Parti             | Voix         | %            | Voix        | %           |  |
| -------------- | ------------------ | ----------------- | ------------ | ------------ | ----------- | ----------- |  |
|                | Mireille Bertrand  | PCF               | 29 240       | 23,92        | 58 742      | 47,99       |  |
|                | Bernard Pons élu   | RPR               | 28 757       | 23,52        | 63 651      | 52,01       |  |
|                | Jacques Guyard     | PS                | 25 752       | 21,07        | Retrait     | Retrait     |  |
|                | Michel Conte       | UDF (CDS)         | 24 007       | 19,64        | Retrait     | Retrait     |  |
|                | Michel Martin      | Divers écologiste | 4 831        | 3,95         |             |             |  |
|                | Michel Bretagnol   | MRG               | 2 115        | 1,73         |             |             |  |
|                | Henry Marcille     | Extrême droite    | 1 974        | 1,61         |             |             |  |
|                | Christiane Loretz  | Divers droite     | 1 750        | 1,43         |             |             |  |
|                | Alain Sfez         | Divers            | 1 749        | 1,43         |             |             |  |
|                | Daniel Vitry       | LO                | 1 718        | 1,41         |             |             |  |
|                | Thierry Berichvili | UOPDP             | 351          | 0,29         |             |             |  |
|                |                    |                   |              |              |             |             |  |
| Inscrits       | Inscrits           | Inscrits          | 147 636      | 100,00       | 146 678     | 100,00      |  |
| Abstentions    | Abstentions        | Abstentions       | 23 270       | 15,76        | 19 814      | 13,51       |  |
| Votants        | Votants            | Votants           | 124 366      | 84,24        | 126 864     | 86,49       |  |
| Blancs et nuls | Blancs et nuls     | Blancs et nuls    | 2 122        | 1,71         | 4 471       | 3,52        |  |
| Exprimés       | Exprimés           | Exprimés          | 122 244      | 98,29        | 122 393     | 96,48       |  |

#### Troisième circonscription (Longjumeau)
| Candidat       | Candidat                    | Parti          | Premier tour | Premier tour | Second tour | Second tour |  |
| Candidat       | Candidat                    | Parti          | Voix         | %            | Voix        | %           |  |
| -------------- | --------------------------- | -------------- | ------------ | ------------ | ----------- | ----------- |  |
|                | Pierre Juquin sortant réélu | PCF            | 42 860       | 29,27        | 76 323      | 53,19       |  |
|                | Claude Germon               | PS             | 32 982       | 22,53        | Retrait     | Retrait     |  |
|                | Roger Tagand                | RPR            | 31 077       | 21,23        | 67 164      | 46,81       |  |
|                | Marc Bourgeois              | UDF (CDS)      | 23 033       | 15,73        | Retrait     | Retrait     |  |
|                | Jean Emin                   | Écologie 78    | 8 679        | 5,93         |             |             |  |
|                | Marie-Thérèse Cuffini       | PSU (FA)       | 1 548        | 1,06         |             |             |  |
|                | Alain Forget                | MRG            | 1 487        | 1,02         |             |             |  |
|                | Claude Nephtali             | LO             | 1 473        | 1,01         |             |             |  |
|                | Robert Bordes               | FRP            | 1 331        | 0,91         |             |             |  |
|                | Gérard Caille               | OCT            | 1 137        | 0,78         |             |             |  |
|                | Maurice Zard                | Divers droite  | 455          | 0,31         |             |             |  |
|                | Pierre Godefroy             | UOPDP          | 345          | 0,24         |             |             |  |
|                | L. Usselmann                | Divers         | 1            | 0            |             |             |  |
|                |                             |                |              |              |             |             |  |
| Inscrits       | Inscrits                    | Inscrits       | 181 284      | 100,00       | 179 125     | 100,00      |  |
| Abstentions    | Abstentions                 | Abstentions    | 33 251       | 18,34        | 29 782      | 16,63       |  |
| Votants        | Votants                     | Votants        | 148 033      | 81,66        | 149 343     | 83,37       |  |
| Blancs et nuls | Blancs et nuls              | Blancs et nuls | 1 625        | 1,1          | 5 856       | 3,92        |  |
| Exprimés       | Exprimés                    | Exprimés       | 146 408      | 98,9         | 143 487     | 96,08       |  |

#### Quatrième circonscription (Palaiseau)
| Candidat       | Candidat                   | Parti                     | Premier tour | Premier tour | Second tour | Second tour |  |
| Candidat       | Candidat                   | Parti                     | Voix         | %            | Voix        | %           |  |
| -------------- | -------------------------- | ------------------------- | ------------ | ------------ | ----------- | ----------- |  |
|                | Robert Vizet sortant réélu | PCF                       | 21 859       | 24,29        | 44 926      | 50,66       |  |
|                | Yves Tavernier             | PS                        | 21 078       | 23,42        | Retrait     | Retrait     |  |
|                | Jean Fuerxer               | UDF (PR)                  | 17 151       | 19,06        | 43 760      | 49,34       |  |
|                | Michel Marteau             | RPR                       | 15 291       | 16,99        | Retrait     | Retrait     |  |
|                | Marcel Massiou             | Écologie 78               | 6 663        | 7,4          |             |             |  |
|                | Jean-Pierre Dupui-Castères | Divers droite (Gaulliste) | 2 892        | 3,21         |             |             |  |
|                | Jean-Claude Le Scornet     | PSU (FA)                  | 1 468        | 1,63         |             |             |  |
|                | Georges Dortet             | MRG                       | 1 295        | 1,44         |             |             |  |
|                | Jean-Paul Delquigny        | LO                        | 955          | 1,06         |             |             |  |
|                | William Gauci              | Divers droite (DC)        | 785          | 0,87         |             |             |  |
|                | Martine Cambert            | LCR                       | 568          | 0,63         |             |             |  |
|                |                            |                           |              |              |             |             |  |
| Inscrits       | Inscrits                   | Inscrits                  | 108 255      | 100,00       | 107 502     | 100,00      |  |
| Abstentions    | Abstentions                | Abstentions               | 16 912       | 15,62        | 15 061      | 14,01       |  |
| Votants        | Votants                    | Votants                   | 91 343       | 84,38        | 92 441      | 85,99       |  |
| Blancs et nuls | Blancs et nuls             | Blancs et nuls            | 1 338        | 1,46         | 3 755       | 4,06        |  |
| Exprimés       | Exprimés                   | Exprimés                  | 90 005       | 98,54        | 88 686      | 95,94       |  |